# Aichryson azuajei
Aichryson azuajei är en fetbladsväxtart som beskrevs av Bañares. Aichryson azuajei ingår i släktet Aichryson och familjen fetbladsväxter. Inga underarter finns listade i Catalogue of Life.